# Sciara unicolor
Sciara unicolor är en tvåvingeart som först beskrevs av Thomas Say 1829.  Sciara unicolor ingår i släktet Sciara och familjen sorgmyggor. Inga underarter finns listade i Catalogue of Life.